# Mitoyo
Mitoyo è una città giapponese della prefettura di Kagawa.